# Stipagrostis uniplumis
Espèce
Synonymes
- Aristida uniplumis Licht.
- Arthratherum uniplume (Licht.) Nees

Stipagrostis uniplumis (en Afrikaans : blinkaar-boesmangras, littéralement « herbe de bushman brillante ») est une espèce de graminée vivace appartenant à la famille des Poacées. C'est la plus commune des espèces de Stipagrostis et on le trouve dans la plupart des régions arides d'Afrique, aussi loin au nord que le Sénégal et en Somalie,.
Ce n'est pas une bonne graminée pour le pâturage en raison de ses feuilles coriaces et raides, mais elle est relativement bien pâturée dans les régions sèches et les zones dispersées, où elle peut dominer. L'herbe peut atteindre 90 cm de hauteur.